# Ophion bipictor
Ophion bipictor är en stekelart som beskrevs av Aubert 1980. Ophion bipictor ingår i släktet Ophion och familjen brokparasitsteklar. Inga underarter finns listade i Catalogue of Life.